# 摇滚乐
摇滾音樂（英語：Rock music）是20世紀50年代初起源於“搖滾”（英語：Rock and roll） 音樂中的一種廣泛音樂類型，並在20世紀60年代後期，特別是在英國和美國發展成為一系列不同的風格。它起源於20世紀40年代和50年代的搖滾，音樂格調吸收了非洲裔美國人的藍調和節奏藍調以及鄉村音樂的音樂風格。搖滾音樂也吸收了一些其他的音樂流派，如電藍調和民間音樂，並吸收了爵士樂和古典音樂的影響和其他音樂風格。在音樂上搖滾已經集中聚焦在電吉他，與電貝斯和鼓組及一個或多個歌手的組合，融合了流行樂和搖滾樂的組成。一般情況下，搖滾樂是以歌曲為主的音樂，通常以4/4拍節奏使用詩歌合唱形式，但音樂流派變得異常多樣化。就像流行樂一樣，歌詞往往強調浪漫的愛情，但也涉及其他各種型態，經常是社交或政治的主題。

## 發展
到了20世紀60年代後期的“經典搖滾” 時期，出現了許多獨特的搖滾音樂分支，包括藍調搖滾、民謠搖滾、鄉村搖滾、拉格搖滾和爵士搖滾等混合動力，其中許多促成發展成為迷幻搖滾，這是由於反文化影響成迷幻嬉皮的場景。湧現出的新類型包括前衛搖滾，延伸了藝術元素；華麗搖滾，突出了絢麗的表演風格和視覺風格；以及多種持久的重金屬分支，強調音量、力量和速度。在70年代後半期，龐克搖滾的反應是通過精簡的，有力的批判社會和政治的評論。龐克是在20世紀80年代對新浪潮、後龐克和最後的另類搖滾的影響。從20世紀90年代開始，另類搖滾開始主宰搖滾音樂，以油漬搖滾、英倫搖滾和獨立搖滾的形式闖入主流。自此出現了更多的融合子類型，包括流行龐克、電子搖滾、饒舌搖滾和饒舌金屬以及有意識地試圖重新審視搖滾的歷史，包括在二十一世紀初的車庫搖滾和後龐克及合成器流行的複興。
搖滾音樂也成為文化和社會運動的載體，導致英國的亞文化和搖滾樂次文化等主流亞文化，以及20世紀60年代從美國舊金山傳播出來的嬉皮文化。同樣，20世紀70年代的龐克文化催生了哥特亞文化、龐克亞文化和情緒硬核文化的亞文化。繼承民間傳統的抗議歌曲，搖滾音樂與政治運動主義以及社會對種族、性和毒品使用態度的變化有關，常常被視為青年人反抗成年人的消費主義和一致性集體抗議的表現。

## 特徵

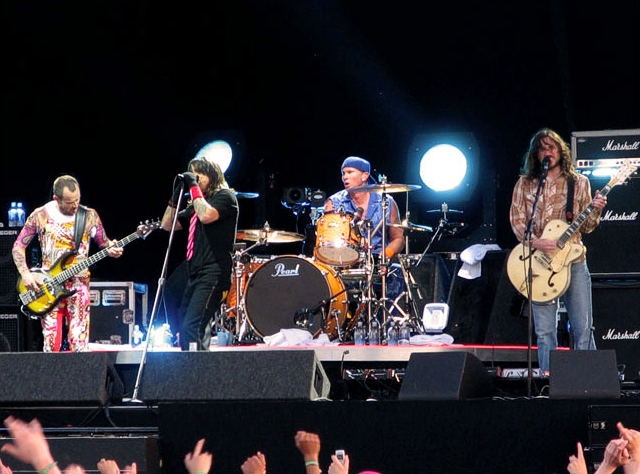
嗆辣紅椒在2006年，展示出四重奏的一個陣容(從左到右:貝斯手、主唱、鼓手和吉他手)

搖滾的聲音傳統上以音箱放大電吉他為中心，放大的電吉他在20世紀50年代以現代形式出現，隨著搖滾樂的普及 ，並受到電藍調吉他手的聲音的影響。搖滾音樂中的電吉他的聲音通常由電子低音吉他支持，低音吉他在同一時代的爵士音樂中處於領先地位，以及由鼓和鈸組合的鼓組產生的打擊樂。這三種樂器經常被其他樂器所包括，特別是鍵盤，如鋼琴、哈蒙德風琴與合成器。基本的搖滾樂器改編自基本的藍調樂器(主音吉他、節奏吉他、電貝斯和鼓)。一群表演搖滾音樂的音樂家被稱為搖滾樂團或流行搖滾樂團，通常由三人組成、或四人組成、或五人組成。一般來說，搖滾樂團採用四重奏的形式，其成員涵蓋一個或多個角色，包括主唱、主音吉他手、節奏吉他手、低音吉他手、鼓手，經常有鍵盤手或其他樂器演奏者。
搖滾音樂傳統上建立在4/4拍的簡單的未經調整的節奏基礎上，重複的小鼓在節拍二和四上打擊。旋律通常來自舊音樂調式，包括多利安調式和米索利地安調式，以及大調和小調。和聲範圍從普通三和弦平行純四度和純五度與不協和音。搖滾歌曲，自20世紀50年代後期，特別是從20世紀60年代中期起，經常使用從藍調和民間音樂中衍生出來的詩歌合唱結構，但是這種模式已經有了相當大的變化。評論者強調搖滾的折衷主義和風格多樣性。由於其複雜的歷史和傾向於借鑒其他音樂和文化形式，人們一直認為“不可能將搖滾音樂與嚴格劃定的音樂定義結合起來”。

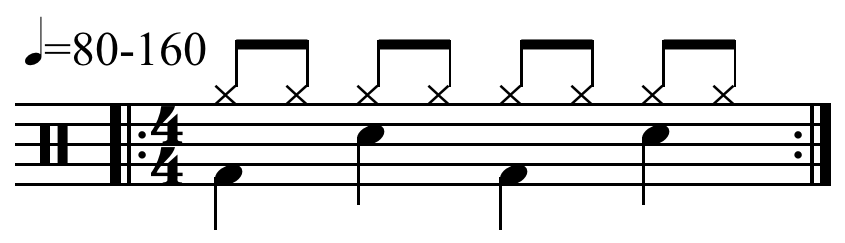
搖滾音樂中常見的4/4拍，鼓的模式

       與許多流行音樂風格不同的是，搖滾歌詞除了浪漫的愛情之外，還涉及到廣泛的主題：包括性、對“制度建立”的反叛、關注社會和生活方式。這些主題是從各種來源繼承，包括流行傳統，民間音樂和節奏藍調。音樂記者羅伯特·克里斯高(Robert Christgau)將搖滾歌詞描述為一個簡單的詞彙和反复的抑制的“酷媒體”，並斷言搖滾的主要“功能”與音樂有關，或者更一般地說是與噪音有關。在搖滾音樂中，白人、男性和中產階級音樂家占主導地位的現象常常被人注意到，搖滾樂被認為是一個年輕，白人和男性觀眾對黑人音樂形式的佔有。因此，它被視為闡明了這個組的風格和歌詞的關注。克里斯高在1972年寫道，儘管有一些例外，“搖滾樂通常意味著對男性的性和侵略的認同”。
自從二十世紀六十年代後期搖滾開始被用於搖滾樂以來，它往往與流行音樂形成鮮明的對比，與流行音樂有著許多共同之處，但它們之間常常被強調音樂性，現場表演，並把重點放在嚴肅和進步的主題上，作為真實性意識形態的一部分，這種意識形態經常與體裁的歷史和發展相結合。根據西蒙·弗里斯(Simon Frith)的說法，“搖滾樂不僅僅是搖滾樂，搖滾音樂家還將技巧與技巧的重點與浪漫的藝術觀念視為藝術表達，原創與真誠”。在新千年裡，“搖滾”有時被用來作為一個包括流行音樂、雷鬼音樂、靈魂音樂甚至嘻哈音樂等形式在內的一個術語，它受到了影響，但在其大部分歷史中經常被對比。

## 20世纪50年代中期至60年代早期
搖滾音樂的基礎是搖滾樂，起源於20世紀40年代末50年代初的美國，並迅速蔓延到世界其他地區。它的直接起源是當時各種黑人音樂的融合，包括節奏藍調和福音音樂與鄉村音樂。1951年，俄亥俄州的克利夫蘭唱片騎師艾倫·弗里德(Alan Freed)開始為多種族的觀眾演奏節奏藍調音樂（當時被稱為“種族音樂”），並首先使用“搖滾樂”這個詞來形容音樂。

辯論圍繞哪個記錄應該被認為是第一個搖滾樂唱片錄製記錄。競爭者包括1949年Goree Carter的“ Rock Awhile ”；1949年麥普雷斯頓的“搖滾聯合 ”，後來1952年由Bill Haley＆他的彗星覆蓋；和“火箭88”的傑基·布倫斯頓和他的三角洲貓(其實，艾克·特納和他的樂團的節奏之王)，通過記錄山姆·菲利普斯的太陽唱片公司在1951年四年後，Bill Haley的“ Rock 24小時制”(1955)成為告示牌雜誌主要銷售和播放排行榜榜首的搖滾歌曲，為這一新的大眾文化浪潮打開了全球的大門。  

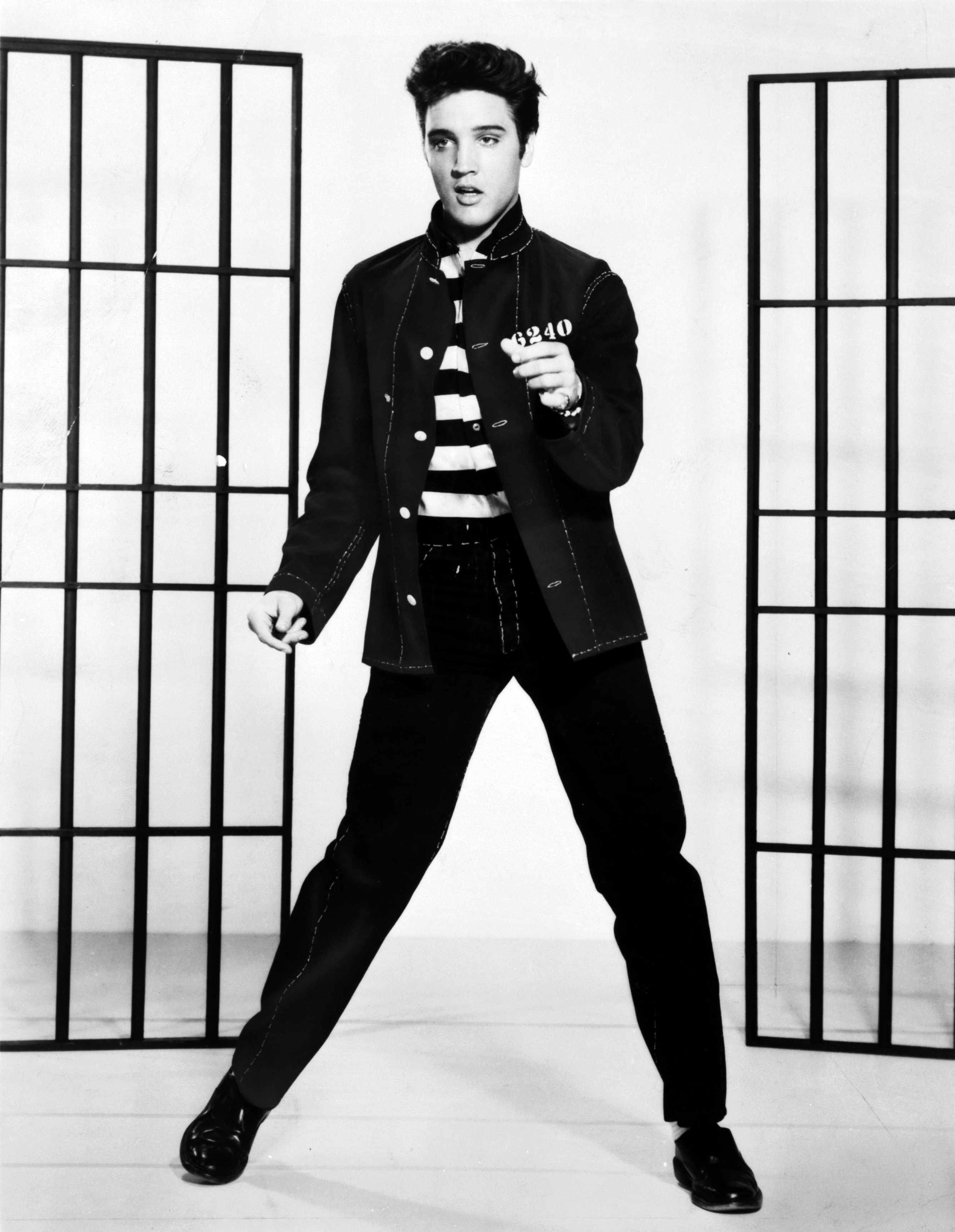
Elvis Presley in a promotion shot for Jailhouse Rock in 1957

也有人認為，“這是所有權利(媽媽)”(1954年)，貓王在太陽唱片公司錄製的第一首單曲孟菲斯，可能是第一個搖滾樂紀錄，但是，在同一時間，喬·特納(Joe Turner)的“搖擺、搖擺和搖擺”(後來被哈利報導)已經在告示牌節奏藍調榜單的頂端。其他的早期搖滾歌手包括查克·貝里、波·迪德利、胖子多米諾、小理查、傑瑞·李·劉易斯和吉恩·文森特。不久，搖滾樂在美國的銷售記錄和重要力量男低音，如埃迪·費希爾，佩里科摩和帕蒂頁，誰主導了流行音樂的前十年，發現他們對流行音樂排行榜獲得顯著縮減。
搖滾樂被認為是導致了許多不同的亞人，包括搖滾樂，搖滾樂和鄉村音樂，這些樂隊通常在50年代中期由卡爾·帕金斯，傑里·李等白人歌手演奏和錄製劉易斯，巴迪·霍利和最偉大的商業成功貓王。相比之下，doo wop強調多部分的聲樂合聲和毫無意義支持的歌詞（這個類型後來得到它的名字），通常由光學儀器支持，起源於20世紀30年代和40年代的非裔美國人聲樂團體。像烏鴉，企鵝，薩爾瓦多DORADOS並在黃巾所有得分主要命中，等基團的盤片，用歌聲包括“ 偉大的偽裝者 ”(1955)，和貿易船合唱團幽默的歌曲，如“ Yakety犛牛 ”(1958年)躋身當期最成功的搖滾樂行列。
這個時代也出現了電吉他的普及，以及通過查克·貝里、Link Wray和Scotty Moore等人的發展而形成的搖滾風格。使用的失真，通過開創電動藍調吉他手如吉他修身，威利·強生和專利·野兔在50年代初，通過查克·貝里在50年代中期普及。使用的強力和弦，由威利·強生和專利·野兔在50年代初首創，在20世紀50年代後期被Link Wray推廣。
在英國，傳統的爵士樂和民間運動為英國帶來了藍調音樂藝術家。朗尼甘的1955年熱播的“岩石島鐵路 ”是一個重大的影響，並幫助發展趨勢的噪音爵士樂在全國各地群體，其中許多，包括約翰·藍儂的採石工人樂團，轉移到玩搖滾。
傳統上，評論員認為20世紀50年代末和60年代初期搖滾樂的衰落。到1959年，巴迪·霍利、大鮑勃和里奇·瓦倫斯在飛機失事中死亡，貓王離開軍隊，小理查退休成為傳教士，起訴傑瑞·李·劉易斯和查克·貝里，在payola醜聞(其中牽連的重要人物，包括阿倫·弗里德，賄賂和腐敗在促進個人行為或歌曲)。給了一個意義上說，在這一點上確立了搖滾樂的時代已經走到了盡頭

### 早期英國搖滾樂
英國的傳統爵士樂運動將藍調音樂家們帶到了大不列顛。當英國飛機公司正在開發协和式客机的时候，朗尼·多尼根在1955年重唱美國民間的名曲“岩石島線”影响深远，加快的節奏带动了英伦三岛噪音爵士乐潮流的兴起。英國人開創了一片宏偉的搖滾樂圖景，沒有像美國那樣在種族的隔閡之下將“種族音樂”與節奏藍調進行強硬區分。
克里夫·李察的「Move It」成為了第一首上榜的英國搖滾曲目，有力地引領了此後所謂英式搖滾特色的出現。在1960年代早期，他的乐队影子乐队是成功的众多海浪音乐组合之一。當搖滾樂在輕鬆的流行音樂與感傷小調中顯得逐漸暗淡時，英國搖滾樂團在Alexis Korner這樣的藍調搖滾先驅的深刻影響之下，在俱樂部以及各地的酒吧裡開始以和美國白人音樂迥然有異的強度和衝勁來演奏。
到1962年末，英國搖滾樂的序曲揭開，這時期的許多樂隊從美國的靈魂樂、節奏藍調和海浪音樂中汲取營養。起初他們是通過翻奏美國音樂給跳扭扭舞等舞蹈的舞者進行伴奏。最終這些樂團都為他們的原始搖滾創作注入了不斷豐富博雜的音樂理念。
在1962年中期，滾石樂隊、The Animals和雏鸟乐队一起，作為受到布魯斯音樂長期影響的樂團湧現出來。1964年晚期，奇想乐团，谁人乐队和The Pretty Things代表了新摩斯族次文化的精神。在60年代末期之後，英國樂團開始發展迷幻音樂風格，表現毒品次文化以及致幻體驗。

### 1960年代衝浪音樂
虽然冲浪文化将自身视为与摇滚乐相对抗的青年文化，洛卡比里的风格还是影响了一种野性并常常是纯乐器演奏的音乐的诞生，这种声音被称为海浪音乐。这种风格的代表人物是Dick Dale和The Surfaris，他们以快节奏、创新的打击乐、以及余声荡漾的电琴为标志性特色。英国此类音乐的代表是影子乐队. 其他西海岸乐队，比如沙灘男孩和Jan and Dean则放慢了节奏，加入华美的和声，从而开创了逐渐为人所知的“加利福尼亚之声”。

## 作为反文化运动的摇滚乐（1963-1974）

### 民間摇滾
民間摇滚又稱為民謠搖滾，它吸取了民間音乐简单直接的谱曲方式并且使它融合了突出的摇滚基调强节奏。其中最显著的民間搖滾元素就是和谐明快的吉他演奏，结合了协调，清晰的嗓音。民谣摇滚在60年代中期被飞鸟乐队起了先驱作用，他们演奏巴布·狄倫的歌曲就像他们是英国入侵一样。许多乐队跟随了飞鸟乐队确定的风格。在60年代民谣摇滚风势下降的时候，更多的民谣摇滚乐队强调民谣最初的声学并且后退远离了飞鸟乐队的明快电子风格。在接下来的30年，声学和电子民谣摇滚都是摇滚中的平凡事。

### 迷幻摇滚

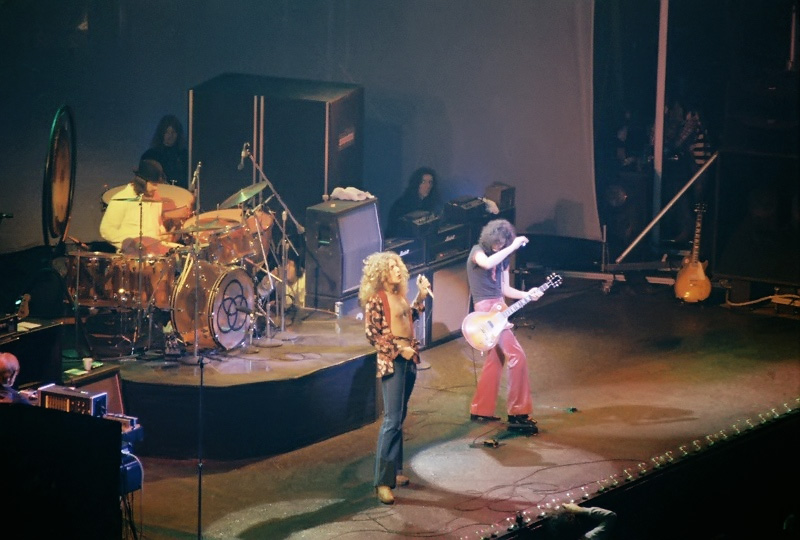
Led Zeppelin 1975年的現場演唱

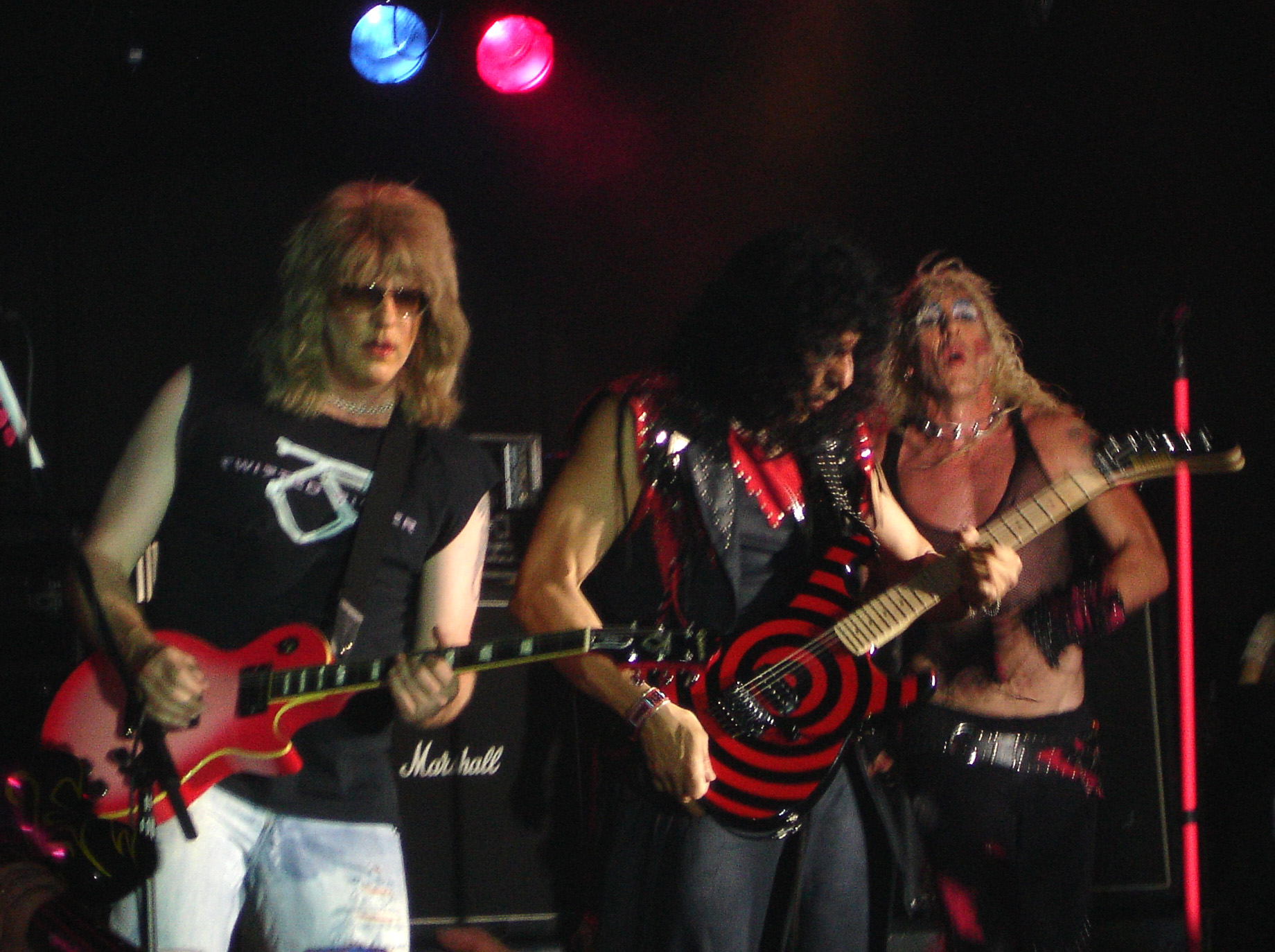
Twisted Sister 2006年的現場演唱

60年代中期，由于英式音乐的影响以及民谣摇滚的壮大，迷幻音乐应运而生。这种风格的音乐并没有承袭旧式摇滚那种简练精干的旋律表达，而是创造了一种更为流畅自由的方式。此风格下的乐队尝试着将印第安音乐，东方音乐以及自由风格的爵士乐等各种元素杂揉起来，并且加入了另类的电子乐和合成效果。在1965-1966年间，最初的迷幻风格乐队如雏鸟乐队和飞鸟乐队并没有清晰地体现迷幻乐的轮廓，他们的音乐中有模糊的吉他演奏，锡塔尔琴，和圣乐的效果。不久，许多乐队模仿了他们的曲调，包括披頭四乐队和滚石乐队----这两支乐队在1966年发行了他们的专辑。又过了不久，迷幻音乐在大洋两岸传播开来并影响了许多乐队，每个地区各有其独特的气质。在英国，迷幻音乐充满了另类的超现实感。然而，一些乐队----特别是平克·弗洛伊德和交通合唱團----在演出的时候广泛地使用乐器，在这一点上，同时代的美国乐队----如死之華，門戶合唱團，love，吉米·亨德里克斯，珍妮丝·贾普林和傑佛遜飛船----亦是如此。在美国，一些车库风格的乐队也开始在其原有的特点上创作迷幻音乐，形成了三和弦摇滚乐的雏形----一种杂乱反复的音乐效果。最终，迷幻音乐演变为酸性摇滚乐，重金属和艺术摇滚，但是在后来的十年里，尤其在美国的地下乐坛，迷幻音乐仍余音不绝。

### 前卫摇滚
前衛搖滾，是在1960年晚期興起的搖滾樂分支之一，它的內涵十分複雜並且吸納眾多其他樂派精神，因此並不能明確地定義出其精確範圍。前衛搖滾最熱門最顛峰的時期是在1970年代的早期，並繼續流傳至今日。前衛搖滾起源自英國，大多數的團體多出現於歐洲大陸，只有少數幾支樂團是來自於美國加拿大的。此種樂風通常結合了爵士樂、古典音樂、民間音樂和世界音樂等元素，不同於美國搖滾是受到R&B以及鄉村音樂的影響。經由多年累積的發展，在前衛搖滾中也出現了像是：交響搖滾、藝術搖滾、數學搖滾以及前衛金屬等類型。前衛搖滾樂手意圖擺脫流行音樂的公式化及束縛，並亟力提升自身的音樂成就另外一種音樂類型，即便時常令人嗅到不小的古典與爵士影響。前衛搖滾最獨特的地方便是「複雜」而不只是技術的出眾，因為在流行音樂中技巧十分出眾但卻演奏單調樂章的樂手亦大有人在。前衛搖滾並無絕對定義，名團深紅之王的領袖Robert Fripp就十分厭惡這個音樂分類上的術語。而構築出前衛搖滾的作品多集中在1970年代，像是：Jethro Tull，Yes，创世纪乐团，平克·弗洛伊德，爱默生、雷克与帕玛，匆促樂團，皇后樂隊與深紅之王等等，

### 慢摇滚
慢摇滚音乐出现于70年代早期，部分原因是作为60年代末期极端音乐的反向形式存在。慢摇滚音乐是一种温和的商业音乐模式，它传承了摇滚乐歌手和创作者的作品框架，却柔和了摇滚乐的界限。该风格的乐队如Bread, 木匠兄妹合唱團和芝加哥乐队都创作了许多旋律简单，节奏轻快，脍炙人口的歌曲。在整个70年代，慢摇滚乐都是电视广播中的主流音乐，并最终成为80年代广受欢迎的音乐风格。

## 70年代中晚期

### 舞台摇滚
舞台摇滚发起于70年代中期，当重型摇滚和重金属乐队开始赢取了声望。这种音乐因其引以为傲漂亮的旋律和赞美诗般的合唱形式逐渐成为商业导向和广播电台的宠儿，当然还有他们把重型摇滚和普遍的认知的民谣结合起来。大部分这些乐队是通过他们大量的把唱片发送给FM电台和持续的巡回演唱会争得了他们大量的乐迷。如Journey，快速马车合唱团，Boston，Foreigner和Styx就是通过此来成为70年代中后期最流行的乐队。

### 龐克摇滚
龐克摇滚是最原始的摇滚乐----由一个简单悦耳的主旋律和三个和弦组成。其变化在于龐克摇滚将过去的旧式摇滚演奏得更快速更激昂。由于有些乐队片面地理解了龐克音乐的风格----包括60年代的车库摇滚乐队和地下丝绒, 丑角合唱团, the new york dolls----直到70年代中期龐克音乐流派才正式形成。西方的许多新生乐队不再强调区别于主流硬核摇滚的超音乐形式，而是直指音乐的本质。纽约的第一只龐克乐队是雷蒙斯合唱团; 在伦敦则以性手枪为代表。尽管他们的音乐表现不尽相同----雷蒙斯合唱团显得轻快随意，相比之下性手枪更强调了重复段落表达-----可是这些独特的尝试革命性地影响了美式音乐和英式音乐的风格。朋克音乐在美国一直低调地存在，最终在80年代孕育了硬核摇滚和独立摇滚概念。而在英国，朋克摇滚则成为大众的宠儿。性手枪被看作是对政府和君主制的严重颠覆。更重要的是，有越来越多的乐队加入了朋克摇滚。一些乐队几乎照搬了性手枪的原始风格，另一些则创出了属于自己的新的元素，如buzzcocks的尖锐摇滚，冲撞乐队的赞美诗般的瑞格摇滚，以及wire和joy division的艺术试验。不久，朋克分裂为后朋克（比原先更具艺术性和试验性），新浪潮（更具东方流行意味），和硬核摇滚（一种形式上更激烈更快速更具侵略性的朋克音乐）。整个八十年代，英国和美国都将朋克的定义与硬核摇滚联系在一起。90年代初，一批朋克复兴主义者----以年輕歲月和腐臭乐队为代表----从美国地下乐坛浮出。这一批新生力量将朋克音乐重新带回到最初的风格道路上，并尝试着在其音乐中加入重金属元素。

### 新浪潮
70年代末90年代初的时候，新浪潮是一个紧随于龐克摇滚之后的涵盖面极广的音乐名词；有的时候，这个词也包含了龐克本身。现在再回顾，事情就变得清晰起来，朋克之后的音乐形式，或多或少的，可以划分为两个类别：后朋克与新浪潮。后朋克是艺术性的、复杂的、充满挑战性的；而新浪潮则属于流行音乐，纯粹而简单。新浪潮保留了朋克音乐的叛逆与新鲜的活力，同时又迷恋于电子、时尚与艺术。因此，新浪潮的风格表现出很大的差异性。它既指代了像XTC和Nick Lowe这样激烈有力的流行乐，也指代了像Gary Numan这样的电子合成摇滚乐队，以及像Graham Parker和Rockpile这样的复兴摇滚乐队。它包含了一些边缘的新浪潮歌曲作者（如艾維斯·卡斯提洛）、一些流行乐队（如Squeeze）、硬摇滚乐队（如伪装者合唱团）、流行雷鬼（pop-reggae）乐队（如警察乐队）、主流摇滚乐队（如汽車合唱團）、以及斯卡（ska，牙买加的一种流行音乐）复兴运动者（如the Specials and Madness）。与以上这些主要的艺人同样重要的，还有许多在新浪潮初期涌现的火爆一时的音乐奇才。和那些主要的艺人们一样，这些昙花一现的乐队也表现出风格上很大的差异性，但是他们都偏好于流行而上口的主调、使用现代的人工合成的录制方法、并迷恋于稍微激进的行为方式。直到80年代早期，新浪潮仍被用来描述所有新的流行/摇滚艺人，特别是那些使用电子合成器的乐队，比如the Human League和杜兰杜兰. 80年代初MTV的出现使得新浪潮得到了进一步的推进，电视上没完没了地播放新浪潮的录影带以使他们不断地被传播，于是本来被认为快要消亡的新浪潮在1982年的时候重获了新生。事实上，1982年和1983年是像Culture Club，Adam Ant，Spandau Ballet，Haircut 100和A Flock of Seagulls这样优秀的通过MTV传播的乐队极其繁荣的年份。然而新浪潮最终还是在1984年消亡了，因为它的创立者们已开始转向制作更专业的音乐录影带，同时一批新的吉他导向的乐队如史密斯乐队和R.E.M.的出现，也捕获了那些靠学院传播的地下摇滚乐迷的注意力。不论如何，结果表明新浪潮的影响力要比它的批评家们所能料想的大得多，那些在90年代中期占主导地位的乐队—从布勒乐队到威瑟乐团—都是在这种音乐形式的基础上提高的。

### 后朋克
自1977年朋克革命后，在朋克的独立精神和直白表达的鼓舞下，许多乐队涌现出来。他们没有重复性手枪的风格，而是延续了除朋克摇滚外的羅西音樂、大卫·鲍伊和霸王龙乐队的道路，进入到一种更具实验性质的领域，形成了后朋克风格。部分乐队因其反文化精神和对既定的摇滚习俗的反抗而联合在一起，许多这样的组织----如歡樂分隊、治療樂隊----用合成器和吉他创造了一种黑暗、阴郁的音乐表达形式。其他的乐队则尝试着做轻音乐，但是旋律和歌词不协调，颠覆了传统摇滚/朋克的歌曲结构。到了80年代，后朋克最终演变成为一种选择性的摇滚/朋克音乐。

## 1980年代，摇滚乐的多元化

### 华丽金属

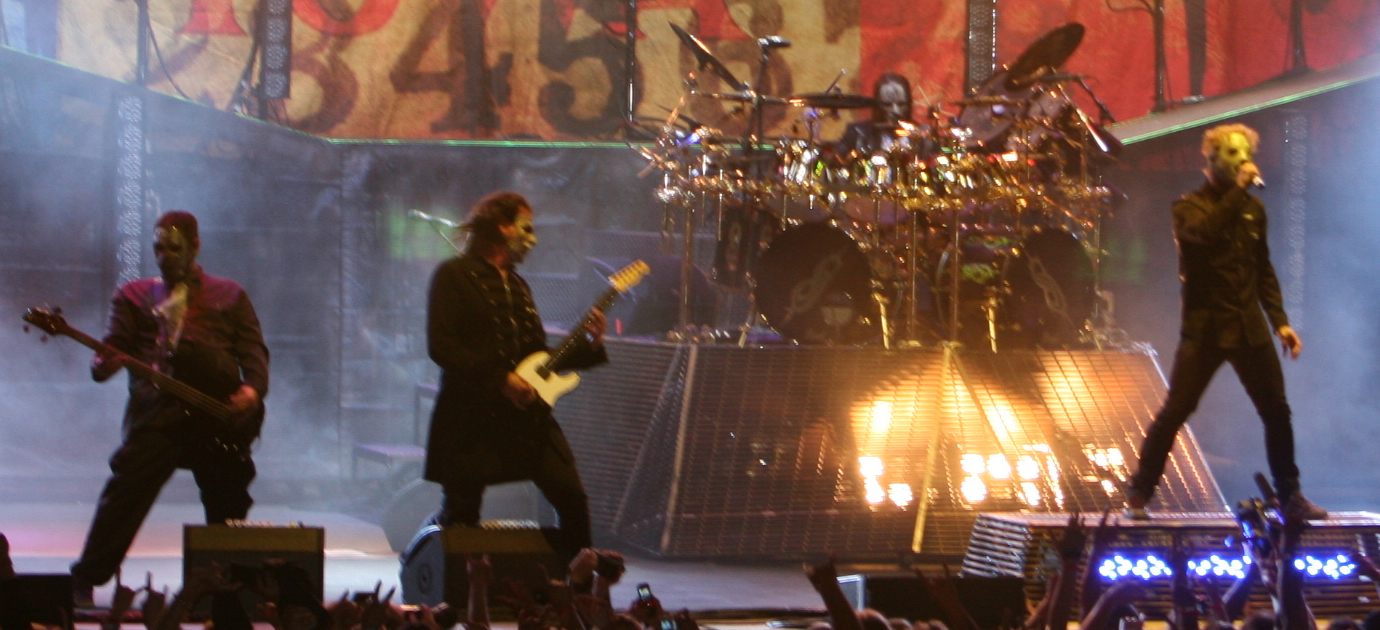
重金屬滑結樂團2008年現場演唱

华丽金属是在80年代极为流行的摇滚流派，它受到许多摇滚艺人的影响，比如史密斯飛船，皇后乐队，Kiss合唱團，爱丽斯·库柏，Sweet和New York Dolls。最早受到瞩目的华丽金属乐团有：克鲁小丑乐团，W.A.S.P.，Ratt和Quiet Riot。他们因堕落的生活方式、卷曲的头发、化妆以及出人意表的穿戴而为人所知。他们的曲风夸张矫饰，常常具有阳刚的冲击力，歌词主要描写性、酗酒、毒品以及超自然力量。
在1987年，邦喬飛，L.A. Guns，Faster Pussycat和The 69 Eyes等乐队掀起了第二波华丽金属浪潮。

### 器乐摇滚
这种现象最常发生于在摇滚刚出现的十年里面，它在英倫入侵之前建立了一种器乐摇滚的黄金时代。这种以打击乐器导向的曲调能够强调管风琴（the Tornados “Telstar”）或是萨克斯管(the Champs “Tequila”)，但是大部分时候它是以吉他为主的，如杜安·艾迪的拨弦声，Link Wray内部模糊的音质，投機者樂團清晰摘取的反应，这些都对许多后来跟随于其后(杜安·艾迪和投機者樂團同样获得了相当多的单曲上的成功)的摇滚吉他乐手造成了一个极大的影响。投機者樂團尤其受到了发展浪潮音乐的影响，它---除了一些像海滩男孩和Jan & Dean的组合---经常有重回音吉他乐器组成。尽管这种快速激情的挑选和中东的衡量有时被浪潮吉他的改革者Dick Dale借用，大部分浪潮音乐是相当简单，保留了它曲调的重点。在英国入侵之后，器乐敲打主要被限制于R&B领域，其中的乐手如布克爾·T與M.G.'s樂隊和萨克斯管手Junior Walker。放克和迪斯科在20世纪70年代创作了一些乐器打击单曲，并且许多艺术摇滚乐手技术上的艺术鉴别力使它的乐迷珍视器乐的演奏，即使大部分的歌曲是以一个或其他的要点为代表的。这种强调技术上的技巧延续到了20世纪80年代，当受过高等训练的吉他鉴赏家开始在重金属中占有支配地位，甚至开始录制他们的个人专辑。在20世纪90年代，器乐音乐造成了在独立摇滚团体中的复原，在折衷、前卫的后摇滚团体如Tortoise的领导下，浪潮摇滚复兴运动者如Man or Astro-Man也是一样的。

### 另類音樂與獨立運動

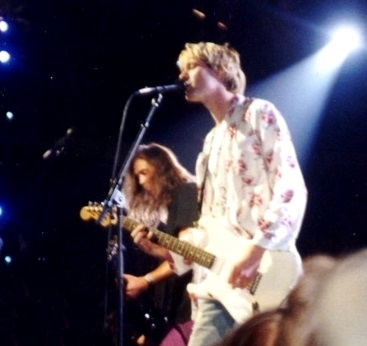
Nirvana 1992年的MTV演唱

另類流行/搖滾在本質上來源於80年代中期到90年代中期的後龐克樂隊，雖然另類搖滾之中有很多種音樂形式，但是他們被歸為同一類因為他們都有別於主流的音樂形式。一方面來說，以超脫樂團在1991年的成功可以劃分為兩大類另類流行/搖滾。在80年代，許多另類樂隊都是獨立的，因為他們的音樂形式使他們無法得到更多的來自主流的支持，這在80年代包括流行舞曲，硬蕊龐克，放克金屬，流行龐克以及實驗搖滾的所有形式；另一方面，自超脫樂團在90年代變得流行以後，另類泛指所有的非主流次風格類型，但是區分並不一定很明顯因為有些變成了主流音樂商業市場的一部分。硬蕊和復興龐克音樂變得比80年代後期的另類流行/搖滾的流行樂更能贏得商業市場，因此90年代的另類音樂失去了一些原本另類音樂的本質特徵。許多實驗樂隊的風格轉變成獨立搖滾。

## 另类摇滚乐登堂入室（90年代早期和中期）

### 油漬搖滾
垃圾搖滾，又譯油漬搖滾（英語：Grunge，另被稱作西雅圖之聲），是隸屬於另類搖滾的音樂流派，起源於1980年代中期美國的華盛頓州，特別是西雅圖一帶。垃圾搖滾是硬蕊龐克、重金屬與獨立搖滾的延伸，普遍使用猛烈的破音電吉他作演出，與歌曲力度、淡漠或滿斥憂慮的歌詞形成強烈對比。垃圾搖滾美學常被抽絲檢視、與其他搖滾音樂流派相比，許多垃圾搖滾音樂家亦被認為其作風不修邊幅、捨棄誇張不實之感。
1980年代晚期，垃圾搖滾風潮在西雅圖獨立唱片廠牌Sub Pop旗下漸成雛形。超脫樂團《從不介意》與珍珠果醬樂團《十全十美》專輯的發行，使得垃圾搖滾在1990年代前半葉在商業上大獲成功，將另類搖滾音樂的聲望推向高峰，垃圾搖滾亦成了90年代最受歡迎的硬搖滾的音樂流派。然而，許多垃圾搖滾樂團對竄紅適應不良，到了1990年代晚期，垃圾搖滾樂團幾乎都已解散或淡出了樂壇，而話雖如此，他們的影響力仍左右著現代搖滾音樂的發展。

### 英倫搖滾（Britpop）
當油漬搖滾、後油漬搖滾以及嘻哈樂在美國當道時，90年代中期，英國樂團吹起了傳統60年代音樂的復興運動，其中產生的曲風便被稱作英倫搖滾（Britpop），Suede、綠洲樂團、超級幼苗合唱團、神韻合唱團、電台司令、果漿樂團和污點樂隊是其中具代表性的樂團。這些樂隊大量汲取80年代英國搖滾浩如煙海的演奏方式，包括矯飾流行、自賞搖滾和太空搖滾，同時向以披頭四樂團及華麗搖滾為代表的傳統英式吉他演奏看齊。有一陣子，綠洲和布勒之間的競爭常被與披頭四樂團和滾石樂團、美國的超脫樂團及珍珠果醬樂團、金屬製品及麥加帝斯相提並論。
當布勒緊緊追隨著小臉樂隊和奇想樂團等前輩樂團時，綠洲樂團將滾石樂團的處世風格與披頭四的歌曲旋律結合起來，第二張專輯《晨光榮耀》在全球一千九百萬張的銷售成績，讓被授予“世界上最偉大樂隊”的頭銜。神韻合唱團與電台司令則從艾維斯·卡斯提洛、平克·佛洛伊德、R.E.M.等前衛搖滾樂裡獲取靈感，並在電台司令最具先鋒意義的專輯《OK Computer》之中表露無遺。；但是英倫搖滾運動隨著無數樂團的解散、美國唱片業的衰落以及知名度的逐步下滑而江河日下，神韻合唱團主唱理查·艾許克勞夫特和吉他手尼克·麥卡貝之間深化的矛盾並導致了神韻合唱團的解散。電台司令在發行了廣受好評的專輯《Kid A》之後，選擇了一個更具實驗性、更不討好廣播聽眾的方向，而減弱了他們在大眾之中的受歡迎程度。在主要的樂團當中，只有綠洲、布勒和電臺司令還依然在積極活動。

### 独立摇滚
独立摇滚（Independent rock，通稱Indie rock），也稱硬地搖滾，是由搖滾樂發展出來的音樂類型，起源於八十年代的英國和美國。獨立搖滾最早用來形容獨立廠牌所製作的搖滾樂。
有別於普遍與主流唱片公司簽約的音樂人，獨立搖滾音樂人一般與獨立廠牌簽約，有的甚至根本不簽約。嚴格來講，獨立搖滾不是一種音樂類型，而是泛指某些推崇地下文化價值的搖滾音樂人或風格。自2000年以來，由於音樂工業變革，網路科技也日益發達，一些獨立搖滾音樂人開始廣受青睞，唱片大賣，獨立搖滾的詞義也變得模糊，頗具爭議。

#### 特徵
獨立搖滾指的是由獨立廠牌製作的低成本搖滾樂，通常音樂人自己動手製作，因此能夠探索不同於主流品味的聲音、情感和題材。影響獨立搖滾音樂人的風格非常廣泛，有龐克搖滾、迷幻搖滾、搖滾樂、鄉村音樂和民間音樂。1980年代，獨立搖滾與另類搖滾可以相互替換，由於一些獨立樂團如超脫樂團也融入主流音樂圈，大家開始用獨立音樂一詞用來形容那些音樂風格多樣、還未成名的音樂人。另外，和獨立流行音樂（Indie pop）不同，獨立搖滾偏向於搖滾音樂。在台灣，獨立搖滾也譯為「硬地搖滾」，有「硬式風格」和「地下」的意味。很多國家都有各自的獨立音樂圈子，圈內音樂人都有足夠的支持來維持收入，但在圈外則可能默默無聞。
獨立搖滾可視為對抗另類搖滾過度強調的男子氣概，尤其是超脫樂團在主流發跡以後。因此，和其他搖滾類型比較起來，獨立搖滾中的女性樂手的數量來得多。

#### 歷史
在英國，獨立搖滾唱片在1980年代早期開始出現。從一開始，這些唱片所推出的是由朋客、後朋客、新浪潮和其他形式的樂團。這些樂團因為他們的唱片被獨立於大唱片公司以外的小品牌推出而被單獨分成一類。儘管如此，「獨立」逐漸主要與基於吉他的搖滾樂聯繫起來，因為此類音樂是獨立唱片音樂的主流，特別是獨立流行音樂中的阿茲特克照相機 （Aztec Camera），橘汁（Orange Juice）、C86 流行音樂運動（the C86 jangle-pop movement）和薩拉唱片（the twee pop of Sarah Records artists）。一些核心的80年代英國獨立搖滾樂團有：史密斯乐队、石玫瑰、耶稣与玛丽链。他們的音樂直接影響了1990年代的另類運動，例如瞪鞋摇滚和英倫搖滾。事實上，在英國所有的另類音樂一般都被稱為「獨立」，而不是「另類」。
在美國，被視為獨立搖滾的音樂是從被1970年代和80年代早期的運動與他們的自力更生精神所影響的另類搖滾領域所衍生出的獨立搖滾。 在80年代，獨立搖滾一詞主要與記住你（Hüsker Dü）和恐龍二世（經常被稱為瞪鞋摇滚樂團運動的先驅之一）、音速青年、大黑（Big Black）與其他把美國獨立音樂品牌推廣流行的樂團的粗糙刺耳、扭曲的重金屬聲音聯繫起來，以把他們與R.E.M.和一萬妄人（10,000 Maniacs）等後來與大唱片公司簽約的校園搖滾樂團區分開來。 在1990年代初，以超脫樂團和珍珠果醬（Pearl Jam）等灰調樂團為代表的另類音樂破圍而出，成為主流。他們獲得了商業成功和廣泛曝光。此後很快另類流派就被商業化，成為吸引到大品牌投資、由商業主控、製造出一系列公式化、更保守的作品的主流成功模式。由此，「另類」標籤的意義就從其初始的、更反傳統意味變化為取得了主流成功的另類音樂，而「獨立搖滾」就被用來指稱那些依然處於地下狀態的音樂和流派。90年代美國獨立搖滾的決定性的運動是低保真運動，由「隨聲而動」（Guided by Voices）和人行道乐队（Pavement）、色芭多（Sebadoh）、麗茲·菲兒（Liz Phair）以及其他推崇粗糙的錄音技術，反諷式的抽離、和對「賣」給主流另類搖滾領域了無興趣的樂團。
獨立搖滾現在以北極潑猴、街头霸王、缪斯乐队、The Postal Service、The View、Bright Eyes、初哥乐队這些樂團為主。

## 混合类型的成功

### 流行朋克
流行龐克(pop-punk)為現時歐美流行的一種搖滾音樂風格。

#### 發展
龐克在60-70年代大受歡迎，而因為了商業利益，龐克由地下走上至市場，到了80年代初期，其音樂模式開始變化。以往龐克音樂的歌詞演繹內容由無意識，到諷刺社會，轉變成關於愛情、朋友、校園生活。有樂迷認為純龐克音樂的歌詞具有深厚壓世反社會的意識。而80年代以後，部分自認龐克樂團的樂團則去除了此種特色，於是這種習慣使到龐克音樂分支成為「流行龐克」。帶動流行龐克音樂的發展，主要有年輕歲月、簡單計劃、眨眼182、腐臭乐队、魔數41、無名樂團、帕拉莫爾等。

### 后油渍摇滚

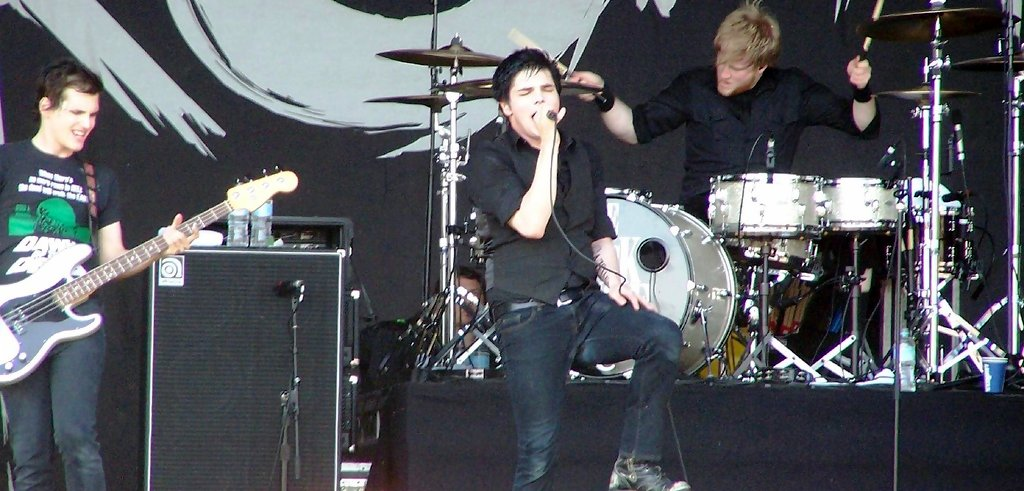
我的另類羅曼史2007演唱

西雅图渍摇滚对美国主流音乐产生影响不久，就出现了一批所谓后油渍风格的乐队。他们与西雅图油渍摇滚的主要区别在于：西雅图油渍摇滚坚定地追随了80年代的地下另类摇滚乐风格，而后油渍摇滚则更多地被概念上的油渍摇滚风格----内在形式广泛流行的，思想严肃的重摇滚----所影响。所以很多后油渍摇滚风格的乐队只是简单地模仿了油渍摇滚的风格表达，却不具有最初油渍摇滚的独立特质。后油渍摇滚乐队承袭了典型油渍摇滚中充满焦虑，冷静自省的音乐风格，并将其看作是油渍摇滚的必要元素。即使处于低蘼时期，后油渍摇滚乐队们也保持了十分严肃清醒的态度对待自身的存在，最终，油渍摇滚的独特元素成为了正统音乐本质上不可或缺的成分。后油渍风格几乎影响了整个90年代的主流成熟的重摇滚音乐。虽然音乐中包含了另类的元素，后油渍摇滚依然是一种主流商业音乐----其浑厚流转的吉他演奏使音乐优美流畅，脍炙人口。很多乐队在风格上十分相似却又不完全相同；除了旧式油渍摇滚，油渍摇滚还借鉴了80年代初期的喧闹流行，朋克流行，复兴斯卡乐，另类金属和古典纪念摇滚等音乐风格。此外，一部分怪异的后油渍风格的物品还因其黑色幽默而非低调忧郁而大受欢迎。后油渍摇滚在旧式油渍摇滚产生不久后就已经浮出水面；代表旧式油渍摇滚风格的超脫樂團于1992年初进入巅峰时期，短短几年后，后油渍摇滚风格的bush乐队和candlebox乐队也获得了巨大的成功。旧式油渍摇滚最初的鼎盛时期过去后，后油渍摇滚风格开始兴起，90年代中期到末期涌现出一批新生乐队；其中一部分持续走红，而另一些则昙花一现。时至今日，后油渍风格仍然兴盛不衰，Creed和火柴盒二十是美国最受欢迎的两支该风格乐队。

## 近期发展（2000-现在）

### 互联网的影响
进入21世纪时，整个音乐产业都被由Napster等文件共享工具带来的大面积侵犯音乐产权问题所震动，引起了唱片工业团体美国唱片业协会对个人文件共享者的诉讼。
在2000年后的大多数时间里，摇滚唱片并没有像在英国和澳大利亚等国家的情况一样，在美国的唱片总销售量中占据显著的位置。与英国等国相反，嘻哈乐占据着美国单曲榜，代表艺人包括Game、 史努比狗狗、 肯伊威斯特、 尼力, 阿姆和Jay-Z。“青少年调查公司”最近的一项调查显示，嘻哈是美国18至34岁人群中最受欢迎的音乐形式。玛丽亚·凯莉，亚瑟小子、艾丽西亚基斯等R&B歌手在流行榜单上名列前茅，但總銷售量來看，除了凯莉之外，不论是饶舌乐还是嘻哈唱片的销售量都无法与摇滚乐匹敌。几乎所有大卖的专辑都依然是摇滚类型。
对摇滚音乐的生产和销售影响最甚的因素是21世纪以来付费数码音乐下载的勃兴。在上世纪90年代，当Billboard允许以非商品化和非介质形式的单曲进入它的100大金曲榜（只根据广播播放次数来排行）后，商品形式的单曲唱片的重要性衰退了。人们在付费下载网站购买的大多数曲目都是专辑中的单曲；以分散曲目的形式从艺术家们的专辑里购买的曲子都被视为单曲的出售，即便他们从未发行过正规的单曲唱片。

### 情感核
情感核（Emo，也可譯作情緒搖滾）最初是从硬核朋克中派生出来的一种有着艺术家气派的音乐，但在1990年代末它成为地下摇滚的一支重要力量，投合了当时的朋克和独立摇滚乐手。一些情感核乐是倾向于激进一边，其作品中充满了复杂的吉他弹奏、非传统的歌曲结构、艺术家气派的噪音和极端的乐器演奏位置的变化；还有一些情感核乐和朋克流行乐更加接近，尽管它仍显得有一些难以理解。情感核的歌词是非常个人化的，通常不是恣意幻想的诗句便是个人的忏悔。
尽管情感核确实较少男子气，但它仍是硬核作为追求真实和反商业主义的嫡系后代；情感核乐确信商业倾向的音乐太过虚假和造作以至于不能表达任何真实的情感。由于情感核的理念是真实、深切可触及的情感而反对理性的分析，因此它倾向于音乐中的过多的应用较之以往更强的音高和释放，但最好的情感核乐作品中会有一种彻底的力量使之同时具备内容性、挑战性和私密性。
情感核的根基是由Husker Du的1984年的里程碑专辑Zen Arcade所奠定，这使得当时的硬核乐队从此可以涉及更为私密的个人主题和写出更和谐并技术苛求的歌曲。情感核出现于华盛顿特区（Washington D.C），就在产生Minor Threat和Bad Brains乐队的Hardcore音乐运动結束不久之后。

### 金属核
金属核融合了极端金属和硬核朋克的音乐风格。定义金属核是如同定义新金属一样困难的事情。金属核乐队往往混杂着很多金属风格，最初大家称呼金属核为Crossover Thrash，融合較多硬蕊元素的鞭撻金屬。最早使用这种名字是在1980年Dirty Rotten imbelcile的同名专辑，该风格的早期开拓者还有核子攻击、Suicidal Tendencies等等。但到目前为止，Crossover和金屬核已经是两种不同的风格，前者是单纯的混合，而后者则是一种稍慢的，够厚重的，以硬核朋克为根基的极端金属。

### 喜剧摇滚
喜剧摇滚是在摇滚中被设计成取笑传统和主流社会的摇滚音乐。在曲调和歌词上的抨击使它显得很幽默。有时喜剧摇滚是不成熟的，这种风格的教父: 弗兰克·扎帕, 喜欢对废物排放问题和傻瓜开玩笑，但是它最好的一面是：它很聪明的将陈词滥调与传统串联在一起。

## 对摇滚乐的评价
搖滾樂不僅表達人們（大部份是年輕人）對愛情，美好生活的嚮往，還傳達出對現實世界（例如：人權問題，政治腐敗等）的不滿與對其的批評調侃，涉及到戰爭和平、民主政治等方面。亦影響不少青年人，或使他們產生社會責任感，這都是搖滾樂的很多正面評價的其中之一。但有些搖滾樂風格則相對壓抑，如迷幻搖滾，死亡金屬以及哥特搖滾。總體來說，有些含所謂頹廢的風格，但頹廢不等於搖滾樂。搖滾樂從誕生那天起，一方面有關注社會的特點，呼喚自由的意志，一方面還飽含可貴的人文主義以人為本的精神，以及叛逆不屈從權威的精神。